# Army Benevolent Fund
Der Army Benevolent Fund (deutsch: Wohltätigkeitsfonds der Armee), früher Army Benevolent Fund The Soldiers' Charity, ist die nationale Wohltätigkeitsorganisation der britischen Armee. Seit 1944 unterstützt er Soldaten, Veteranen und ihre unmittelbaren Angehörigen, wenn sie in Not sind.
Im Haushaltsjahr 2022/23 half die Wohltätigkeitsorganisation 70.000 Menschen in 45 Ländern weltweit und finanzierte 74 andere Wohltätigkeitsorganisationen.

## Geschichte
Das Kriegskabinett von Winston Churchill erörterte im Februar 1944 die Gründung des Army Benevolent Fund (ABF), einer nationalen Wohltätigkeitsorganisation für die britische Armee, um die Unterstützung von Soldaten, Veteranen und ihren Familien in Friedenszeiten zu gewährleisten. Der Army Benevolent Fund wurde am 15. August 1944 als Army Benevolent Fund gegründet. König Georg VI. war der erste Schirmherr und Feldmarschall Lord Cavan erster Präsident. 
Die Demobilisierung der Soldaten nach den beiden Weltkriegen hatte eine enorme Belastung für die Wohltätigkeitsfonds der Regimenter und Korps  der British Army zur Folge und machte deutlich, dass eine nationale Wohltätigkeitsorganisation benötigt wurde, um Soldaten und Veteranen praktische Hilfe zu leisten. Erster Schirmherr war King Georg VI., der später von Queen Elisabeth II. und später von Queen Camilla abgelöst wurde. Der erste Präsident des Funds wurde Feldmarschall Lord Cavan. Erster Großspender war am 23. September 1944 die NAAFI mit einer Spende in Höhe von 1,5 Millionen Pfund (Gegenwert 2024 etwa 60 Millionen Pfund).
Bis Ende 1945 hatte die ABF rund eine halbe Million Pfund an bedürftige Soldaten und ihre Familien ausgezahlt. 1946 warb Feldmarschall Montgomery in der ersten Kampagne.
Die Wohltätigkeitsorganisation unterstützt, indem sie Zuschüsse an Einzelpersonen und andere spezialisierte Wohltätigkeitsorganisationen vergibt, die Soldaten und deren Familien helfen. Sie arbeitet mit Veteranen aus allen Konflikten seit dem Zweiten Weltkrieg, einschließlich der Veteranen der jüngsten Einsätze im Irak und in Afghanistan.
Im Jahr 2010 änderte die Wohltätigkeitsorganisation ihren Namen in Army Benevolent Fund The Soldiers' Charity. Im November 2023, nachdem Untersuchungen bestätigt hatten, dass der Name Army Benevolent Fund eine weithin anerkannte Marke geblieben war, die bei den Hauptunterstützern und dienenden Soldaten großen Anklang findet, kehrte die Wohltätigkeitsorganisation zum Namen Army Benevolent Fund zurück.

## Partner-Wohltätigkeitsorganisationen
Der Army Benevolent Fund ist ein wichtiger Geldgeber für viele spezialisierte Organisationen, die auf diese Mittel angewiesen sind, um ihre maßgeschneiderte Unterstützung für die Familie und die Partner der Armee fortzusetzen. Dazu gehören über 74 militärische Wohltätigkeitsorganisationen wie die Royal British Legion, der RAF Benevolent Fund, die Royal Navy & Royal Marines Charity, SSAFA und Combat Stress.

## Prominente  Unterstützer
Zu den prominenten Persönlichkeiten, die die Wohltätigkeitsorganisation unterstützen, gehören Persönlichkeiten aus der Welt des Films, des Fernsehens, des Sports, der Musik und der Unterhaltung, die sich entschieden haben, die Wohltätigkeitsorganisation bei einer Vielzahl von Spendenaktionen, Sensibilisierungsmaßnahmen und Kampagnen zu unterstützen. Zu den früheren und aktuellen Unterstützern der Wohltätigkeitsorganisation gehören J. K. Rowling, Rowan Atkinson, Jeremy Clarkson, Judi Dench, Stephen Fry, Gary Lineker, Michael Morpurgo, und James Blunt.